# Les Ventes
Les Ventes település Franciaországban, Eure megyében. Lakosainak száma 1047 fő (2022. január 1.). Les Ventes La Bonneville-sur-Iton, Aulnay-sur-Iton, Arnières-sur-Iton, Les Baux-Sainte-Croix, Le Plessis-Grohan, Sylvains-Lès-Moulins, Le Val-Doré, Gaudreville-la-Rivière és Glisolles községekkel határos.

## Népesség
A település népességének változása:
| Lakosok száma | 324  | 965  | 1035 | 1036 | 1041 | 1050 | 1041 | 1040 | 1043 | 1047 |
|               | 1968 | 1982 | 1990 | 2006 | 2013 | 2015 | 2017 | 2019 | 2020 | 2022 |